# Athrips stepposa
Athrips stepposa — вид лускокрилих комах з родини виїмчастокрилі молі (Gelechiidae).

## Поширення
Вид поширений у степовій зоні України, півдня Росії, Казахстану і Киргизстану.

## Опис
Розмах крил 8,5-10 мм.

## Спосіб життя
Дорослі особини літають із середини травня до середини червня та знову з липня до початку серпня у двох поколіннях на рік. Личинки живляться на карагані кущовій (Caragana frutex).